# Australian Championships 1939
Die 32. Australian Championships waren ein Tennis-Rasenplatzturnier der Klasse Grand Slam, das von der ILTF veranstaltet wurde. Es fand vom 20. bis 30. Januar 1939 in Melbourne, Australien, statt.
Titelverteidiger im Einzel waren Don Budge bei den Herren sowie Dorothy Bundy bei den Damen. Im Herrendoppel waren John Bromwich und Adrian Quist, im Damendoppel Thelma Coyne und Nancye Wynne die Titelverteidiger. Im Mixed waren Margaret Wilson und John Bromwich die Titelverteidiger.

## Dameneinzel
| Nr. | Spielerin     | Erreichte Runde |
| --- | ------------- | --------------- |
| 01. | Nancye Wynne  | Achtelfinale    |
| 02. | Thelma Coyne  | Halbfinale      |
| 03. | Nell Hopman   | Finale          |
| 04. | Joan Hartigan | Halbfinale      |

| Nr. | Spielerin         | Erreichte Runde |
| --- | ----------------- | --------------- |
| 05. | Dorothy Stevenson | Achtelfinale    |
| 06. | Emily Westacott   | Sieg            |
| 07. | May Hardcastle    | Viertelfinale   |
| 08. | Sadie Berryman    | Viertelfinale   |

## Damendoppel
| Nr. | Paarung                        | Erreichte Runde |
| --- | ------------------------------ | --------------- |
| 01. | Thelma Coyne Nancye Wynne      | Sieg            |
| 02. | Nell Hopman Dorothy Stevenson  | Halbfinale      |
| 03. | May Blick Margaret Wilson      | Halbfinale      |
| 04. | May Hardcastle Emily Westacott | Finale          |